# Ilha Grande (Santa Catarina)
A Ilha Grande está situada na baía de Babitonga, no litoral sul brasileiro, ao norte do Estado de Santa Catarina.